# Michael Mendl
Michael Mendl, nascido como Michael Sandrock (Lünen, 20 de abril de 1944) é um ator alemão.
Mendl vive em Munique com sua esposa Carolin Fink e tem três filhos.

## Filmografia
- 1975: Der Kommissar
- 1976: Notarztwagen 7
- 1991: Leise Schatten
- 1992: Kleine Haie
- 1995: Schlafes Bruder
- 1995: Der große Bellheim
- 1996: Es geschah am hellichten Tag
- 1996: 14 Tage lebenslänglich
- 1997: Teneriffa – Tag der Rache
- 1998: Liebe und weitere Katastrophen
- 1999: Zwei Asse und ein König
- 2000: Der Tanz mit dem Teufel – Die Entführung des Richard Oetker
- 2000: Deutschlandspiel
- 2001: Weiser
- 2001: Kelly Bastian – Geschichte einer Hoffnung
- 2001: Der Stellvertreter
- 2001: So weit die Füße tragen
- 2002: Zu nah am Feuer
- 2002: Papst Johannes XXIII – Ein Leben für den Frieden
- 2003: Im Schatten der Macht
- 2004: Der Untergang
- 2005: Meine große Liebe
- 2005: Hengstparade
- 2005: Barfuss
- 2005: Shadow of the Sword – Der Henker
- 2006: Karol Wojtyła – Geheimnisse eines Papstes
- 2006: Meine Tochter, Mein Leben
- 2007: Freie Fahrt ins Glück
- 2007: Niete zieht Hauptgewinn
- 2008: Die Gustloff
- 2008: Der Besuch der alten Dame
- 2008: Lost City Raiders
- 2008: Sommer in Norrsunda
- 2009: Die Rebellin
- 2009: Hochzeitsvorbereitungen